# Michowci
Michowci (bułg. Миховци) – wieś w środkowej Bułgarii, w obwodzie Gabrowo, w gminie Trjawna. Miejscowość jest niezamieszkana.